# 保罗·瓦泰勒
保罗·瓦泰勒（法語：Paul Wartelle，1892年1月9日—1974年12月7日），法国男子竞技体操运动员。他曾获得1920年夏季奥运会体操比赛男子团体全能铜牌。他的哥哥朱利安同样也是体操选手。